# 美國獨立電影
美國独立电影是指没有好萊塢大型电影公司投資製作的美國低成本电影，這些大型電影公司包含：米高梅、雷電華、環球影業、華納兄弟、二十世紀福斯等，曾經在1920年代到1950年代掌控好萊塢的製作、發行、放映等連鎖體系。雖然1948年的派拉蒙判決使好萊塢大型電影公司的連鎖體系瓦解，但其中四家電影公司仍是目前美國的主要電影製作公司。
第二次世界大戰後，派拉蒙判決與更輕便的攝影機的出現，出現一批專門拍攝實驗與前衛電影的藝術家，同時剝削電影開始盛行。在70年代，好萊塢雇用新好萊塢世代的新導演，並給予他們相當大的創作權；但也有導演選擇遠離好萊塢，以繼續創作電影。
自從90年代以來，美國的獨立電影逐漸成長。更為便宜的數位攝影機出現，以及非線性剪接與混音軟體、個人電腦的普及，使個人拍攝電影的門檻降低。日舞影展等針對獨立電影的影展，也使許多有創意的新電影工作者嶄露頭角。許多大型電影公司成立旗下的獨立電影公司，以製作獨立電影，或經手外國電影的購買與放映。

## 歷史

### 與電影專利公司的對抗
最早的獨立電影，可追溯到1900年代，當時湯瑪斯·愛迪生與競爭對手美國幕鏡與拜奧公司（AM&B）共同創建的電影專利公司（Motion Picture Patents Company），在電影攝影機、放映機、底片格式方面壟斷電影的拍攝與放映體系，而部份小型業者起而對抗。
在1908年12月，湯瑪斯·愛迪生建立電影專利公司，與愛迪生工作室、比沃格拉夫影片公司、維塔格拉夫製片廠、艾善聶、塞爾立、魯賓、凱蘭等旗下公司構成壟斷體系（俗稱的托拉斯），後來加入此體系的還有法國百代電影公司、芝加哥首要發行片商喬治·克萊恩（George Kleine）、以及當時規模最大的電影底片製造商伊士曼柯達公司。
在電影專利公司創立時期，湯瑪斯·愛迪生擁有當時大部分的電影技術專利，包含底片與底片格式。電影專利公司透過許多方式推行它們的專利，包含對獨立電影業者進行訴訟、透過法院進行禁止令，企圖迫使其他競爭者倒閉。由於電影專利公司的一連串手段，許多電影業者建立自己的電影公司，或將電影公司搬至天候良好的加州好萊塢，以遠離湯瑪斯·愛迪生的電影公司根據地紐約與紐澤西州。
在1910年代，美國最高法院的兩項反托拉斯判決結束了電影專利公司的壟斷狀態。在1912年，第一個判決取消湯瑪斯·愛迪生對電影底片的專利。在1915年，第二個判決則裁定電影專利公司是個托拉斯，取消公司的所有專利。雖然這些判決使獨立電影公司合法化，但這些搬遷到加州南部的獨立電影公司，日後卻成為大型電影公司，其片廠制度壟斷古典好萊塢時期的電影製作、發行、映演系統，成為更大型的托拉斯。

### 聯美公司與片廠制度的對抗
在電影專利公司喪失其電影技術的專利後，搬遷到好萊塢的電影公司崛起，片廠制度迅速成形，成為新的托拉斯，部份電影從業人員開始尋求獨立於片廠制度。在1918年，瑪麗·碧克馥（Mary Pickford）、查理·卓別林、道格拉斯·費爾班克斯、以及西部片演員威廉·哈特（William S. Hart）在美國各地推銷自由公債，以協助美國政府度過第一次世界大戰的財務問題時，為求擺脫片廠制度對於明星的薪水與合約限度，產生成立獨立公司的想法。在籌備成立公司的過程中，大衛·格里菲斯加入，而威廉·哈特因為聽聞地鐵影業（Metro Pictures）的總裁Richard A. Rowland的不利謠言，退出這個計畫。
在1919年2月5日，瑪麗·碧克馥、查理·卓別林、道格拉斯·費爾班克斯、大衛·格里菲斯成立聯美影業公司（United Artists），每人擁有20%的股份，其餘20%由律師威廉·麥卡杜（William Gibbs McAdoo）持有；威廉·麥卡杜是當時美國總統湯瑪斯·伍德羅·威爾遜的女婿。
聯美影業公司的首任董事總經理是Hiram Abrams。公司的初期營業目標是每年製作五部電影，只拍攝上述四人分別獨立製作的電影。但在1920到1921年，當時的美國電影面臨重大的轉變：劇情長片的製作變更昂貴、畫面更細緻，影片的時間也增加到90分鐘左右，需要大約八卷片盤。當時沒有電影公司或明星，可以在一年內製作出五部具有一定品質的劇情長片。在1924年，聯美影業因為發行成本的增加，與初期目標無法達成，大衛·格里菲斯退出聯美影業。聯美影業改聘用資深製作人約瑟夫·尚克（Joseph Schenck）作為董事總經理。約瑟夫·尚克已經從事電影製作達數十年，家族成員也多從事電影業，妻子是影星諾瑪·塔瑪芝（Norma Talmadge），其妹妹則也是影星康斯坦斯·塔瑪芝（Constance Talmadge），妹婿則是著名默片導演巴斯特·基頓（Buster Keaton）。約瑟夫·尚克與山謬·高文（Samuel Goldwyn）、亞歷山大·科達（Alexander Korda）、霍華·休斯等獨立電影製作者簽約，發行這些人獨立製作的電影。聯美影業的特色是，給予旗下明星、製作者高度的掌控權，與同時期其他大型業者不同。聯美公司早期並沒有專屬的電影院，約瑟夫·尚克接掌營運後，開始購買電影院、或成立新電影院，冠上聯美影業的名稱。
有聲電影的出現，使碧克馥、卓別林等默片明星的影藝事業中斷，或是結束，影響聯美公司的經營。卓別林在有聲電影時代仍偶爾拍攝電影。在1933年，約瑟夫·尚克自聯美影業辭職，與自華納公司辭職的戴洛·薩奴克（Darryl F. Zanuck）另建立二十世紀福斯電影公司，在營業初期就達到一年製作四部電影的目標。
約瑟夫·尚克辭職後，聯美影業的銷售經理愛爾·李克特曼（Al Lichtman）成為新的董事總經理。聯美影業持續與高文、科達、華特·迪士尼、華特·萬格（Walter Wanger）、大衛·賽茲尼克（David O. Selznick）等人製作電影，持股權仍在數位公司創立者上。數年後，這些合夥製作者中段與聯美影業的合作關係，高文與迪士尼任職於雷電華、萬格任職於環球影業、賽茲尼克則是退休。在1940年代晚期，聯美影業的製作部門與發行部門的營業都已面臨困難。

### 獨立電影製片人協會
在1941年，瑪麗·碧克馥、查理·卓別林、華特·迪士尼、奧森·威爾斯、山謬·高文、大衛·賽茲尼克、亞歷山大·科達、華特·萬格等人成立獨立電影製片人協會（Society of Independent Motion Picture Producers），這些人多是聯美影業的成員。稍後加入的成員有：威廉·賈克奈（William Cagney）、索爾·雷瑟（Sol Lesser）、哈爾·洛區（Hal Roach）。獨立電影製片人協會要求維護片廠制度中的小型、獨立電影業者的權利，對抗其他大型電影公司的壟斷系統。
在1942年，獨立電影製片人協會對派拉蒙提出反托拉斯訴訟，控訴派拉蒙公司控制底特律各電影的首輪與二輪電影放映。這是首個電影公司之間對於放映管道的反托拉斯官司。
在1948年，美國最高法院作出決議，派拉蒙等大型電影公司必須將旗下的連鎖電影院售出。此為著名的「派拉蒙判決」，正式終絕古典好萊塢時代的片廠制度與垂直壟斷系統。在1958年，獨立電影製片人協會宣布解散。

### 低成本的前衛與實驗電影
由於獨立電影製作人協會與大型電影公司的官司勝訴，以及第二次世界大戰時期，更為便宜的可攜式攝影機的出現，使一般民眾可以獨立拍攝、製作低成本電影或實驗電影，而不需大型電影公司的資助。在1940年代到1950年代，出現眾多的低成本電影，著名的作品有：梅雅·戴倫（Maya Deren）在1943年拍攝的前衛電影《午後的迷惘》（Meshes of the Afternoon）、肯尼思·安格（Kenneth Anger）在1947年拍攝的《煙火》（Fireworks）、以及Raymond Abrashkin在1953年拍攝的《小逃犯》（Little Fugitive）。肯·雅各布斯（Ken Jacobs）等很少或沒有受過正式電影訓練的業餘人士，得以展開新的電影拍攝方式。
在1953年拍攝的《小逃亡者》，是首部被提名奧斯卡最佳原創劇本的獨立電影，也得到威尼斯影展的銀獅獎。Raymond Abrashkin與肯尼斯·安格的電影得到當時迅速發展的法國新浪潮的欣賞，尚·考克多（Jean Cocteau）與杜魯福（François Truffaut）等人對《煙火》提出极高的評價，這部片也影響了楚浮的《四百擊》（The 400 Blows）。
與瓦解中的片廠制度體系不同，新出現的低成本電影發展出不同於古典好萊塢的敘事風格。梅雅·戴倫與一些紐約獨立電影工作者，投入前衛電影的拍攝。在1962年，這群志同道合的電影人在紐約創立了電影工作者公司（The Film-Makers' Cooperative），包含：喬納斯·梅卡斯（Jonas Mekas）、史坦·布萊凱吉（Stan Brakhage）、雪莉·克拉克（Shirley Clarke）、葛里戈利·馬寇普羅斯（Gregory Markopoulos），這個非營利組織以拍攝前衛電影，在藝術展覽放映為目的。在60年代，這個組織提拔許多具創造力的電影工作者，包含：傑克·史密斯、安迪·沃荷。在1970年，梅卡斯與布萊凱吉在紐約創建名作電影資料館（Anthology Film Archives），成為一間收藏經典作品的寶庫，其中包含許多戰後的前衛作品。

### 剝削電影興起
並非當時所有的低成本電影，都是藝術電影或前衛電影。獨立製片兼導演羅傑·寇曼（Roger Corman）拍攝一系列成本低、拍攝迅速、特效粗劣的剝削電影。在1971年，羅傑·寇曼停止導演的工作，但仍從事電影製作，直到死亡。在這段期間，羅傑·寇曼平均一年拍攝七部電影，超過聯美影業一年拍攝五部電影。
與大型片廠製作的電影不同，羅傑·寇曼與上述的前衛電影都不受電影製作守則（Production code）的約束。在60年代，羅傑·寇曼的電影開創剝削電影的風潮。由於當時電影是採取一票兩片的映演方式，電影院在放映大型片商的電影後，會加映廉價的剝削電影。在大型片廠失去青少年市場時，這些剝削電影吸收了青少年觀眾的市場。這些剝削電影的主題往往包含：情色、暴力、嗑藥、裸露。在同一時期，恐怖片與科幻片的數量也大幅地成長。剝削電影後來形成午夜電影的觀影模式，造成群眾參與角色扮演的觀影次文化。
在1968年，喬治·羅密歐（George Romero）的低成本電影《活死人之夜》（Night of the Living Dead）獲得極大的轟動。這種新型態、題材的恐怖電影，是在電影製作守則被廢棄，美國電影協會的分級制度開始運作前上映，因此《活死人之夜》是唯一不受法規限制、並且各年齡層觀眾都可觀賞的血腥電影。《活死人之夜》開啟驚悚、刺殺電影的風潮，持續了20多年。1974年的《德州電鋸殺人狂》（The Texas Chain Saw Massacre）、1980年的《食人族大屠杀》（Cannibal Holocaust）使血腥電影風潮繼續蔓延。
在電影製作守則停止、剝削電影風行的期間，美國電影協會開始制定電影分級制度，限制青少年觀眾觀賞題材不宜的電影。剝削電影的票房收入受到威脅，轉而在「Grindhouse」形式的電影院放映。這種趨勢使商業電影與藝術電影的觀眾進一步分隔。

### 新好萊塢世代
隨者電視的普及，與派拉蒙判決的影響，好萊塢的大型電影公司轉而拍攝奇觀電影。此時期出現許多新的電影放映技術，例如：寬銀幕、新藝綜合體、立體音響、3D電影…等，好萊塢的大型電影公司企圖利用奇特、刺激的觀影經驗留住日漸減少的觀眾。
在50年代到60年代早期，好萊塢主要拍攝歌舞電影、史詩電影…等收益良好的電影。在60年代晚期，美國電影票房明顯地下降。數部成本高昂的製作，其票房收入慘綠，例如：《埃及豔后》（Cleopatra）、《我愛紅娘》（Hello, Dolly!）。在1951年，由律師轉職製片的阿瑟·克里姆（Arthur Krim）與Robert Benjamin與聯美公司簽署協議，如果這兩人能在五年內使聯美公司的營業起色，他們可以買下聯美公司。在1955年，克里姆與Benjamin依照協議買下聯美影業，聯美影業租用碧克馥/費爾班克斯片廠拍片，成為一家沒有專屬片廠的大型電影公司。聯美公司改制的初期，這家公司出資給獨立電影的製片拍攝電影。在其他大型電影公司面臨衰退時，聯美影業日漸繁盛，與Mirisch兄弟、比利·懷德、約瑟夫·李文（Joseph E. Levine）等人合作拍攝影片。在1956年，聯美影業上市。
在60年代中期，雷電華面臨倒閉，剩下四家大型電影公司，它們承認失去青少年這塊電影市場。歐洲電影、日本電影等外國藝術電影，以及快速成長的剝削電影吸引了青少年的電影市場。這些外國電影與美國獨立電影都不受電影製作守則的約束。大型電影公司開始雇用新一代的電影工作者（他們大部分是由羅傑·寇曼的同伙），並給予這些新電影工作者更大的創作空間。
在1967年，華倫·比提製作、主演《我倆沒有明天》（Bonnie and Clyde），華納公司支付華倫·比提該部片的40%票房收入。該部片放映後非常賣座，截至1973年，《我倆沒有明天》在全球獲得7,000萬美金的票房。大型電影公司逐漸放鬆對於新電影製作者的控制，這些新電影製作者被稱為「學院派」，他們開創新好萊塢的風格與形式。
在1969年，丹尼斯·霍柏指導、編寫劇本、主演他的第一部電影《消遙騎士》（Easy Rider），彼得·方達則參與製作、主演、編寫劇本。《消遙騎士》在坎城影展首映，並獲得首部電影獎（Prix de la premiere oeuvre）。《消遙騎士》在該年度的奧斯卡獎得到兩項提名，分別是：最佳原創劇本、最佳男配角（傑克·尼克遜飾演的酗酒律師）。
同樣在1969年，聯美影業拍製的《午夜牛郎》（Midnight Cowboy）上映，並成為首部獲得奧斯卡最佳影片獎的十八禁電影。有許多在安迪·沃荷於紐約的劇場演出的演員，也在《午夜牛郎》客串演出，安迪·沃荷於紐約的劇場，當時是紐約大學的紐約派獨立電影人士的精神中心。
也在1969年，年輕的法蘭西斯·福特·科波拉拍攝的首部電影《雨族》（The Rain People），在西班牙的聖塞巴斯蒂安國際電影節上映，該片由科波拉的私人工作室美國西洋鏡電影公司（American Zoetrope）拍攝完成。當時的觀眾對《雨族》有點過譽，尤其是美國觀眾。華納公司與美國西洋鏡公司簽約，發行、上映《雨族》，使柯波拉的名聲傳到好萊塢。
在1971年，喬治·盧卡斯的首部電影《五百年後》（THX 1138）上映，成為新好萊塢的另一新興導演。在1972年，環球影業出資、法蘭西斯·福特·科波拉執導的黑幫電影《教父》（The Godfather）上映，在影評、票房都獲得極高的評價。在1973年，環球影業出資的青少年電影《美國風情畫》（American Graffiti）上映，由盧卡斯執導。在70年代，好萊塢大型片廠持續採用新的電影工作者，拍攝有個人風格的原創電影，例如《紙月亮》（Paper Moon）、《熱天午後》（Dog Day Afternoon）、《計程車司機》（Taxi Driver），這些電影在影評、商業方面都大有斬獲。
在某種程度上，新好萊塢世代的成員大部分原本是獨立電影工作者。在替大型電影公司開始拍片的頭幾年，他們都有相當大的創作空間。這些新好萊塢世代的成員日後也成為好萊塢體制的一部分，或是主導者。但是在新好萊塢世代中，只有少數的工作者曾以獨立電影的方式製作、發行電影。新好萊塢世代的真正獨立電影包含：《計程車司機》、《洛基恐怖秀》（The Last Picture Show）。部分維持獨立製作、拍攝的電影工作者，仍將電影交由大型電影公司的管道發行、放映。科波拉在1979年拍攝《現代啟示錄》（Apocalypse Now），維持相當高的創作空間，而非向其他大型片商妥協。
在新好萊塢崛起時期，大型片商與獨立電影之間非常難以定義。例如《午夜牛郎》是由聯美影業出資拍攝，而聯美影業當時已屬於大型片商。而美國西洋鏡公司…等小型電影公司，則是採取向大型電影公司尋求出資拍攝，並維持導演自主創作權的模式運作。在1977年，喬治·盧卡斯離開美國西洋鏡公司，創立盧卡斯電影公司（Lucasfilm），拍攝引起轟動的《星際大戰》系列與《法櫃奇兵》系列電影。依照嚴格的定義，這段時期只有《消遙騎士》與彼得·波丹諾維茲（Peter Bogdanovich）在1981年的《They All Laughed》屬於獨立電影。彼得·波丹諾維茲向片商買回該電影的發行權，但最後因此面臨破產。
史蒂芬·史匹伯在1975年的《大白鯊》（Jaws），與喬治·盧卡斯在1977年的《星際大戰》（Star Wars）可視為新好萊塢風格終結的開端。這兩部片開創高概念電影，相對於低概念電影。在高概念電影成形、票房激增時，許多大型企業買下好萊塢的的電影公司，使這些電影公司免於50年代時雷電華倒閉的命運。被收購的電影公司，開始要求新世代的電影工作者拍出更受歡迎、票房更高的電影，而非具有個人風格的電影。而年輕的學院派導演選擇遠離大型電影公司，繼續創作電影，例如馬丁·史柯西斯（Martin Scorsese）。

### 好萊塢體制之外
在1970年代，美國電影的風格發生許多重大變化，暴力與色情的描述越來越直接、真實，而非以往古典好萊塢時期的隱晦、不直接。而堅持創作路線的新好萊塢成員，持續開發出新的影像技法與說故事技巧。同時，歐洲的藝術片、剝削電影、或獨立電影導演，例如：英瑪·柏格曼、菲特瑞可·費里尼、肯尼斯·安格…等人，也影響這些新世代的美國導演。在70年代早期，新一批獨立電影工作者出現，例如：約翰·沃特斯（John Waters）。
大衛·林區在1977年完成的首部電影《橡皮頭》（Eraserhead），吸引製片梅爾·布魯克斯的注意。大衛·林區自派拉蒙公司獲得5,00萬美金的預算，拍攝《象人》（The Elephant Man）。依照嚴格的定義，《象人》是部低成本電影，但放映時獲得極高的利潤，以及八項奧斯卡獎的提名，大衛·林區則獲得最佳導演、最佳改編劇本的提名。喬治·盧卡斯相當欽賞大衛·林區的風格，並邀請大衛·林區執導他的下一部星際大戰系列電影《絕地大反攻》（Return of the Jedi）。但大衛·林區擔心盧卡斯工作室不合的傳聞，寧願繼續創作他的電影。
大衛·林區改而拍攝科幻電影《沙丘魔堡》（Dune），改編自法蘭克·赫伯特（Frank Herbert）的同名小說，是由義大利製片迪諾·羅倫提斯（Dino De Laurentiis）的娛樂公司出資拍攝的大型製作。LEG公司原本期待《沙丘魔堡》會造成類似《星際大戰》的成功，但這部片在影評與票房都非常慘，成本約4,500萬美金，但票房只有2,740萬美金。製作公司對於給予大衛·林區過多的自主權感到非常後悔，只給予大衛·林區600萬美金的薪資。之後，大衛·林區回到獨立電影業，不再有機會拍攝大型製作。
另一方面，約翰·沃特斯則是透過自組的公司發行個人作品。直到80年代早期，剛成立的新線影業與約翰·沃特斯合作拍攝《聚酯》（Polyester）。在1985年，尼克·傑德（Nick Zedd）發起「Cinema of Transgression」的紐約獨立電影運動，約翰·沃特斯則成為此電影運動的要員。 （页面存档备份，存于）

### 日舞影展
在1978年，Sterling Van Wagenen、查里斯·加里·阿里森（Charles Gary Allison）、勞勃·瑞福等人在猶他州舉辦猶他/美國電影影展（Utah/US Film Festival），當時主要以放映經典電影為主，但也放映獨立電影工作者的作品。
在1981年，勞勃·瑞福與Van Wagenen離開猶他/美國電影影展，成立日舞機構（Sundance Institute）。在1985年，猶他/美國電影影展遭遇財務困難，而被日舞機構接管。
在1991年，猶他/美國電影影展正式地改名為日舞影展（Sundance Film Festival），以勞勃·瑞福主演的《虎豹小霸王》（Butch Cassidy and the Sundance Kid）中的角色「日舞小子」為名。每年舉辦的日舞影展，放映許多獨立電影工作者的作品，並吸引片商購買影片。曾經因為日舞影展的嶄露頭角的電影工作者有：凱文·史密斯、羅勃·羅里葛茲、昆丁·塔倫提諾、保羅·湯瑪斯·安德森、史蒂芬·索德柏、詹姆斯·王、吉姆·賈木許。以2005年度而言，美國電影票房中約有15%是獨立電影。

### 現今的獨立電影發展
由於大量的便宜、高品質的數位攝影器材的問世，許多獨立電影工作者不在依靠大型電影公司出租器材以拍攝電影。非線性剪接軟體的出現，與個人電腦的普及，使得後製的過程更為簡單。目前的美國大型電影公司，大多設在加州洛杉磯地區；而有1/3的美國獨立電影業者是位在紐約。
古典好萊塢時期的五家大型電影公司，仍以不同形式存在於目前的好萊塢，並以傳統的製作影片流程拍攝電影。盧卡斯影業等新好萊塢時期創立的電影公司仍然存在。這些電影公司呈現出共同集資的新趨勢。舉例而言，在1987年，華納公司的影片有10%是與其他電影公司共同出資；而到了2000年，華納公司有2/3的電影是共同出資的。現今的許多大型電影公司，多成立旗下的獨立電影公司，以拍攝較具個人風格、非商業傾向的電影，例如：新線影業、HBO影業公司、城堡石娛樂公司、夢工廠、新力經典電影、福克斯探照燈公司、米拉麥克斯影業、華納獨立影片公司、影屋、派拉蒙經典/派拉蒙優勢影業、Go Fish Pictures、焦點電影公司、銀幕珍寶電影公司、三星電影公司、帝門影片公司、福斯信仰、福斯原子電影公司、好萊塢影片公司、羅格影業。
在過去15年，低成本電影逐漸增加、普及，產生一批業餘電影創作者，他們白天有正職工作，有空時編寫待售劇本，向獨立電影公司投書，希望能有獨立電影公司買下拍攝權，成功的實例有：《霸道橫行》（Reservoir Dogs）、《小太陽的願望》（Little Miss Sunshine）、《鴻孕當頭》（Juno）。
獨立電影的盛行，使短片與短片影展也跟着盛行。針對獨立電影的影展包含：日舞影展、斯蘭丹斯電影節（Slamdance Film Festival）、南西南影展（South By Southwest film festival）、雨舞影展（Raindance Film Festival）、以及坎城影展。如果能在以上影展嶄露頭角，就有可能獲得大型電影公司的發行合約，使電影能更大規模的放映。
以下為現今的主要獨立電影公司列表，它們多以拍攝獨立電影、或發行非美國的電影為主：
- 獅門娛樂公司（Lions Gate Entertainment）
- IFC電影公司（IFC Films）
- 顶峰娱乐（Summit Entertainment）
- 山繆高德溫電影公司（Samuel Goldwyn Films）
- 華納獨立影片公司（Warner Independent Pictures）
- 溫斯坦影業（The Weinstein Company）/次元影業（Dimension Films）
- 木蘭影業（Magnolia Pictures）
- 棕櫚影業（Palm Pictures）
- Tartan Films
- 新市場影業公司（Newmarket Films）
- 影屋（Picturehouse）
- 思想電影公司（Think Film）
- 特羅馬電影公司（Troma Entertainment）
- 第一視角影業（First Look Studios）
- 影像娛樂公司（Image Entertainment）

除了這些具規模的獨立電影公司，美國還有數千家地區性的小型獨立電影公司，它們的製作規模、影片水準低，放映管道多為直接發行錄影帶的錄影帶電影。

#### 數位電影技術
在1990年代與2000年代，獨立電影的發展可歸功於數項因素，包含：價格便宜、影像品質可比35米釐底片的數位攝影機，以及容易上手的電腦剪輯軟體。
在數位電影技術大量問市前，拍片設備的租金對獨立電影業者而言是項阻礙。35米釐底片的金額與沖洗費用也逐漸上揚。大型製作的電影也需要租用昂貴的攝影、燈光器材，後製也會花費相當多錢。
在1985年，攝像放像機上市；在90年代早期，高畫質的數位攝影機上市，使個人拍攝影片的門檻降低。DVD、傳輸線、個人電腦與剪接軟體的普及，使人人都可對剪接上手。
第一部以高質量媒體儲存光碟（HD DVD）格式發行的獨立電影是《浪漫飛行》（One Six Right），在2006年11月1日與美國發行。

## 延伸閱讀
- Lyons, Donald. . Ballantine Books. 1994. ISBN 0-345-38249-8.
- Vachon, Christine. . Simon & Schuster. 1996. ISBN 0-7432-5630-1.
- Redding, Judith; Brownworth, Victoria. . Seal Press. 1997. ISBN 1-878067-97-4.
- Levy, Emanuel. . New York University Press. 1999. ISBN 0-8147-5123-7.
- Merritt, Greg. . Thunder's Mouth Press. 2000. ISBN 1-56025-232-4.
- Biskind, Peter. . Simon & Schuster. 2004. ISBN 0-684-86259-X.
- Pierson, John. . Miramax Books. 2004. ISBN 1-4013-5950-7.
- Levy, Emanuel. . NYU Press. 2001. ISBN 978-0814751244.
- Richard Dyer Maccann. . Film Quarterly (University of California Press). Summer 1962, 15 (4): 14–21.[]

## 外部連結
- Independent Films （页面存档备份，存于） The original source of independent film online.
- AmaterskeFilmy.cz （页面存档备份，存于） - Czech source of amateur and independent film.
- About.com （页面存档备份，存于） - A comprehensive guide to independent and worldfilm.
- Indie Films at the Internet Movie Database
- MOViEmaven List Online resource for independent films
- Official website （页面存档备份，存于） of IndieWIRE
- Independent Feature Project （页面存档备份，存于） Independent Feature Project
- Workbook Project （页面存档备份，存于） an open source project for independent filmmakers Workbook Project
- Independent Film Page （页面存档备份，存于）on Film.com
- filmmaking.net （页面存档备份，存于） Large reference and community site for independent filmmakers
- talentcircle.co.uk （页面存档备份，存于） Leading resource and community for independent filmmakers
- IndependentPictures.com （页面存档备份，存于） - Share and review indie films and find talents for your next project!
- independentfilmdistribution.com Listing of leading independent film distributors
- NomadsLand （页面存档备份，存于） - Distribution and resources for social issue filmmakers.
- CobraVision （页面存档备份，存于） - Independent films international competition.
- AAFT （页面存档备份，存于） - Asian Academy Of Film & Television.